# 福原資盛
福原 資盛（ふくはら すけもり）は、江戸時代前期の旗本。交代寄合福原氏2代当主。

## 生涯

### 家督相続前
慶長8年（1603年）に下野国に4,500石を領する交代寄合福原氏初代当主・福原資保の長男として生まれる。
元和元年（1615年）に徳川秀忠に御目見する。元和3年（1617年）の秀忠上洛の際には病身である父に代わって供奉し、これ以後も父の代理で二度供奉をした。元和5年（1619年）には伏見において仰せを承り、松平重忠・秋元泰朝に属して駿府城番を務めた。

### 旗本としての事績
その後、家督を相続し、寛永11年（1634年）7月31日に下野壬生藩主・日根野吉明が豊後国府内藩に転封の際、岡本義保と共に壬生城に入り同城守衛の任にあたる。
寛永17年（1640年）には4月に徳川家光が日光社参の際に、先立って同年1月26日に日光東照宮の社殿の修理を行うように命じられた。翌寛永18年（1641年）3月3日にもまた同様の命が下され、社殿の修理を行なっている。

### 泉騒動
正保元年（1645年）3月10日に旗本・岡本保真を甥の岡本義政が泉城内で暗殺し、その証拠隠滅を図ったとされる事件について、保真遺族などを代表して千本長勝（資盛妹婿、従兄弟）が江戸幕府に「保真は謀略によって殺された」と訴えた。これに対して義政も「長勝と福原資盛の陰事である」と反論し、この件は幕府評定所にて審議されることになった（泉騒動）。
この一件は同年9月22日に裁定が下り、岡本義政・千本長勝の両名は改易となり、資盛も連座する形で蟄居処分を受けた。しかし、資盛は後に蟄居処分を解かれ千本長勝も蔵米500俵で旗本に返り咲く一方で、岡本義政に再び領が与えられることはなく義政方にのみ罰が下された形で決着している。

### 晩年
寛文11年（1671年）3月15日、嫡子・資敏が家督相続前に資盛に先立って52歳で死亡。資敏には子の猪之吉が居たが、まだ赤子であり、後継に指名するには時期尚早であった。
しかしながら資盛も既にかなりの老齢であった為に猪之吉の成長は待てず、延宝元年（1673年）5月8日に次男・資清に4,000石、孫猪之吉に500石を譲るという形で隠居し、岩久と号する。延宝7年（1679年）12月21日、死去。享年77。
福原氏は後に猪之吉が継嗣なく夭折した事で500石は没収されたが、一方で資清の家系は4,000石のうちの500石を更に一族に分与し、3,500石の交代寄合の旗本として明治維新を迎えた。

## 参考資料
- 『寛政重修諸家譜』
- 『正保録』